# Voskevan
Voskevan (in armeno Ոսկեվան?; precedentemente Koshkotan) è un comune dell'Armenia di 1 407 abitanti (2010) della provincia di Tavush.